# Carl August Guldberg
Carl August Guldberg (født 6. november 1812 i Strömstad, død 17. januar 1892 i Kristiania) var en norsk præst og publicist. Han var far til Cato Maximilian, Cathinka Augusta, Axel Sophus og Gustav Adolph Guldberg.
Guldberg flyttede få år gammel med forældrene til Fredrikstad, blev student 1824, teologisk kandidat 1833 og overtog kort derefter redigeringen af Norges første illustrerede blad, "Skilling-Magazinet", som han ledede til slutningen af 1856. Han forestod desuden et bogtrykkeri og en boghandel til 1847, då han overgik til præstelig virksomhed. Han var først kapellan i Nannestad og Ullensaker och 1869-80 sognepræst i Onsøy. Af hans børn vandt flere et anset navn på de videnskabelige og filantropiske områder.